# アイルランド映画協会
アイルランド映画協会（アイルランドえいがきょうかい、英語: Irish Film Institute、アイルランド語：Institiúid Scannán na hÉireann）、通称IFIはダブリンのテンプルバーにあるアート映画専門の映画館であり、アイルランド映画の保存や上映、映画に関する教育・啓蒙を行う機関である。「アイルランドにおける映画のための国の文化機関」として位置づけられている。以前はアイルランド映画センターとして知られていた。

## 来歴
国民映画協会 (National Film Institute) が1943年に設立され、1945年6月に法人化された。国民映画協会は超保守派であったダブリン大司教ジョン・チャールズ・マクエイドの監督のもとで運営されていた。当初は「映画は人々の道徳心を育てるために奉仕すべきだという理念」のもとに教育的な映画の上映などを行っていた。1960年代頃までは教育映画の制作にも携わっていた。しかしながら1980年代頃までにはカトリック教会の影響力は薄れ、研究者や映画人が委員会メンバーをつとめるようになり、映画に関するさまざまな活動を行う世俗的な機関となった。1986年には機関の一部としてアイルランド映画アーカイブが創設された。
1992年にはユースタス・ストリートの建物が事務所となり、アイルランド映画センター (Irish Film Centre、IFC) としてオープンした。このユースタス・ストリートの建物はもともと18世紀からあるクエーカーのミーティングハウスであり、1845年にはフレデリック・ダグラスがここを訪れた。ダグラスの来訪を記念するプラークもある。
開館時はスクリーンを2つ備えていた。その後、2003年にアイルランド映画インスティテュート (Irish Film Institute、IFI) に改名した。2020年にはサーシャ・ローナンがIFIの初代アンバサダーに就任した。2023年には東京で開催されたアイルランド国際映画祭に協力した。

## 設備
3つのスクリーンとカフェ、ショップを備えている。この他にアーカイブと図書館も設置されている。

### 映画館
スクリーンではアイルランド映画のプレミア上映の他、世界中のインディペンデント映画の上映、映画祭の開催、回顧上映や特集上映を行っている。

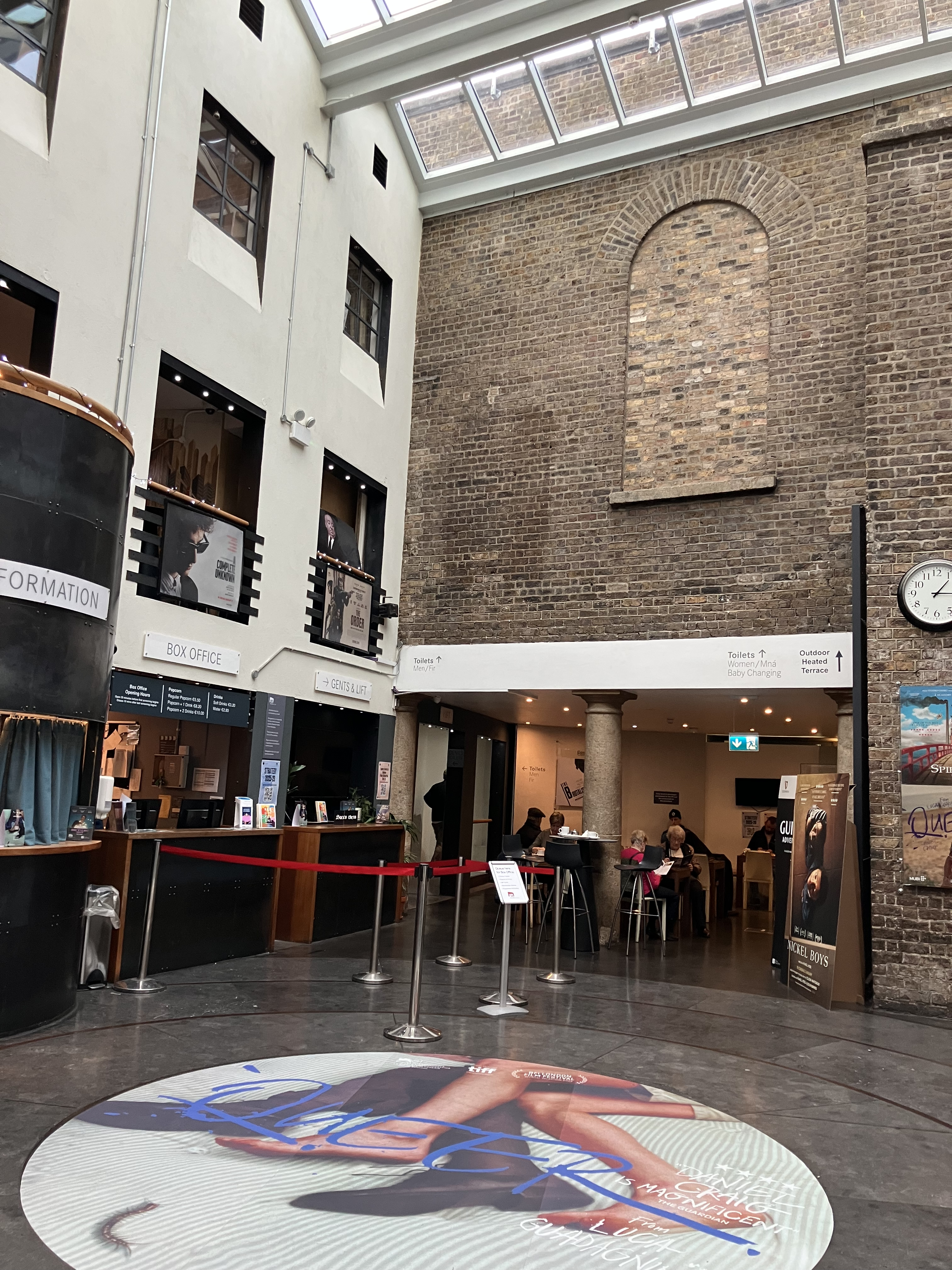
IFIの内装

### アーカイブ
IFIのアイルランド映画アーカイブはアイルランド映画の収集・保存を行っており、フィルム、デジタル素材、文書などのコレクションを保管している。

### 図書館
ティアナン・マクブライドの映画への貢献を称えて名付けられたティアナン・マクブライド図書館があり、映画館関連の書籍や雑誌などを所蔵している。

## IFIインターナショナル
IFIインターナショナルは世界中の文化機関に対して新旧両方のアイルランド映画を上映・展示するためのキュレーションをサポートする部門であり、カルチャー・アイルランドの支援を受けて40カ国以上で100以上の機関と協働している。